# Finn (film)
Finn is een Nederlandse familiefilm uit 2013 van Frans Weisz met in de titelrol Mels van der Hoeven en verder met onder meer Daan Schuurmans en Jan Decleir. De film werd op meerdere internationale filmfestivals bekroond en werd ook in Duitsland uitgebracht onder de titel Finn und die Magie der Musik. 

## Verhaal
De negenjarige Finn (Mels van der Hoeven) woont met zijn vader (Daan Schuurmans) in het fictieve dorp Hosselen. Zijn moeder is overleden bij zijn geboorte. Op een dag ontmoet Finn een mysterieuze vioolspelende man (Jan Decleir), die zijn intrek genomen heeft in een leegstaande woning in het dorp. Deze man kan blijkbaar met zijn muziek toveren, want Finn ziet zijn overleden moeder verschijnen. Finn wil graag vioolles van hem. Dit mag niet van zijn vader, die wil dat zijn zoon blijft voetballen, en heeft ook om onduidelijke redenen ruzie met de oude man.
Finn neemt stiekem toch les van de oude man. Deze blijkt zijn grootvader te zijn. Finns vader speelde vroeger ook viool en had een uitvoering toen Finn geboren zou worden, en liet zich door zijn vader overhalen om toch maar de uitvoering te geven, hoewel zijn zwangere vrouw een voorgevoel had dat er iets mis zou gaan bij de bevalling. Dat was ook zo, zoals gezegd overleed ze. Finns vader voelde zich schuldig, maar was ook boos op zijn vader, want als Finns vader was thuisgebleven had hij zijn vrouw met de auto sneller naar het ziekenhuis in de stad kunnen rijden dan nu met de ambulance was gebeurd.
Finns grootvader blijkt al een paar maanden geleden te zijn overleden. Finn heeft zich zijn ontmoetingen met zijn grootvader en zijn vioollessen ingebeeld. Toch heeft zijn lerares (Hanna Verboom) hem mooi horen spelen toen hij aan het oefenen was, en laat ze hem daarom in de Kerstuitvoering van school spelen. Tijdens de uitvoering komt zijn vader binnen, die de viool na lange tijd weer ter hand heeft genomen, en hem bij het vioolspel bijstaat.

## Rolverdeling
| Acteur              | Personage     | Opmerkingen |
| ------------------- | ------------- | ----------- |
| Mels van der Hoeven | Finn          |             |
| Daan Schuurmans     | Finns vader   |             |
| Hanna Verboom       | Finns lerares |             |
| Jan Decleir         | Luuk          |             |

## Prijzen
- 2014 - Giffoni International Filmfestival - Golden Griffioen Elements +10
- 2014 - Tel Aviv International Children's Film Festival - Jury Award
- 2014 - Tokyo Children's Film Festival - Special Jury's Feature Film Award
- 2014 - Marburger Kinder- und Jugendfilmfestival "Final Cut" - Best Film
- 2014 - Bielefelder International Film Festival - Best Youth Film
- 2014 - Vilnius International Children and Youth Film Festival - Best Film (7+)
- 2014 - Stuttgarter Kinderfilmtagen - Charly